# Telus Tower (Calgary)
Pour les articles homonymes, voir Tour Telus.

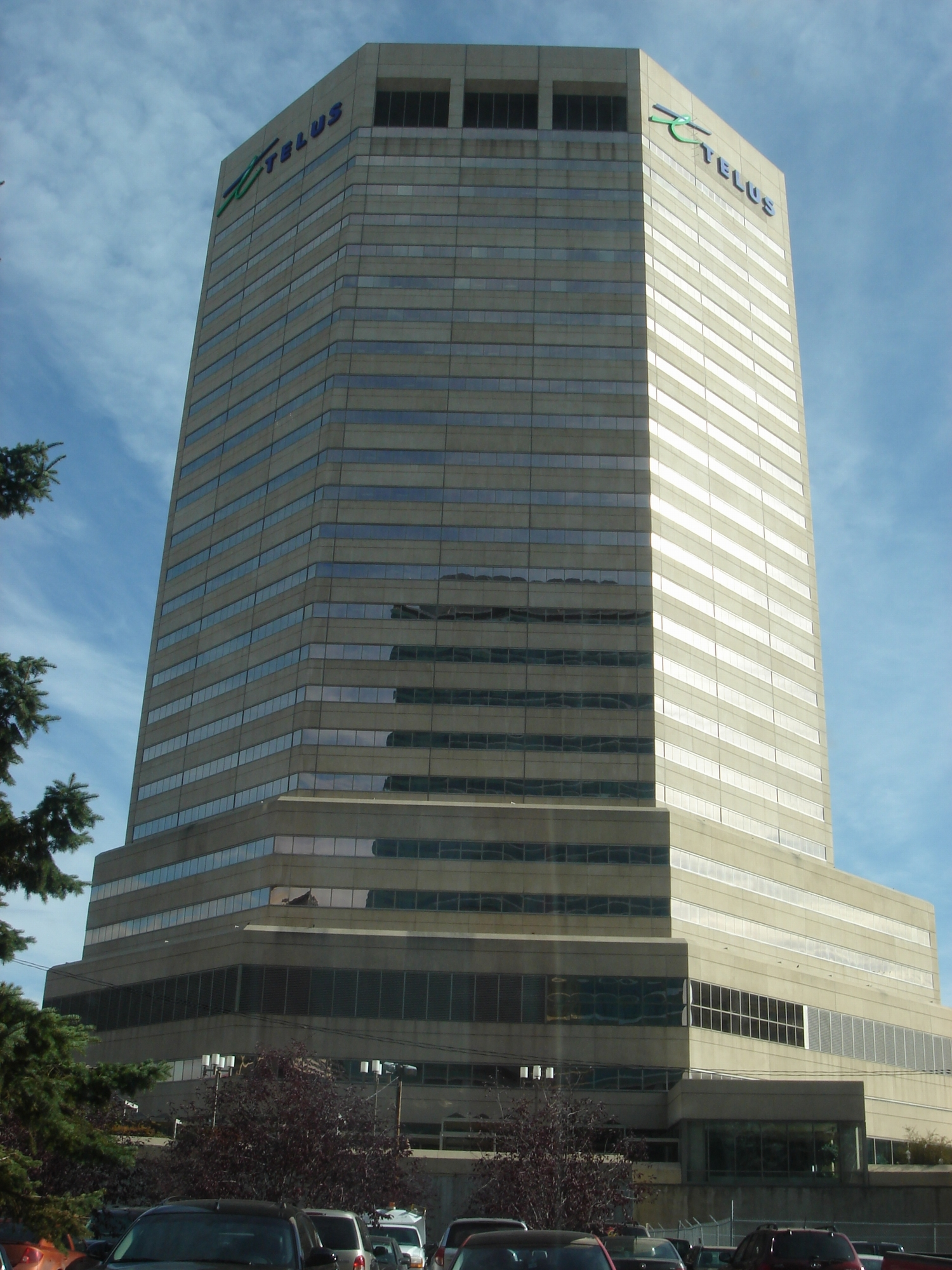
La tour arbore le logo de Telus, principal occupant du bâtiment

La Telus Tower est un gratte-ciel de Calgary. Elle a été bâtie en 1980, mesure 111,6 mètres de hauteur et compte 30 étages. Sa construction est contemporaine du Fifth & Fifth Building, haut de 140 mètres.
L'édifice, sis au 411 - 1st Street SE, abrite principalement le siège local de l'opérateur de télécommunications canadien Telus, d'où son nom.